# Malika Ferdjoukh
Malika Ferdjoukh (* 1957 in Bougie, Algerien) ist eine französische Schriftstellerin.
Ihre Kindheit verbrachte sie in Paris, machte ihr Abitur und studierte Film- und Literaturwissenschaft. Zunächst arbeitete sie in einem Kinderkrankenhaus und als Lehrerin, bevor sie sich 1989 dem Schreiben widmete. Sie schrieb hauptsächlich Kinder- und Jugendbücher, aber auch Bücher für Erwachsene unter Pseudonym, sowie für Fernsehserien. Ihr Buch Wie verliebt man seinen Vater? wurde in Deutschland zum Kinderfilm verarbeitet.

## Werke
- Mach mir Angst. Arena, Würzburg 2001, ISBN 3-401-02615-1.
- Wie verliebt man seinen Vater? Fischer-Taschenbuch-Verlag, Frankfurt am Main 2004, ISBN 3-596-80467-1.
- Schwarze Kürbisse. Sauerländer, Düsseldorf 2004, ISBN 3-7941-8024-0.
- Die Vier Schwestern:
  - Enid, Band 1. Carlsen, Hamburg 2005, ISBN 978-3551581419
  - Hortense, Band 2. Carlsen, Hamburg 2005, ISBN 978-3551581426
  - Bettina, Band 3. Carlsen, Hamburg 2006, ISBN 978-3551581433
  - Geneviéve, Band 4. Carlsen, Hamburg 2006, ISBN 978-3551581440